# Otto Zollinger
Otto Zollinger (* 6. Mai 1886 in Fällanden; † 22. April 1970 in Adliswil) war ein Schweizer Architekt, der von 1924 bis 1944 in Saarbrücken arbeitete. Auf ihn geht der Restaurantbegriff Mövenpick zurück.

## Leben
Zollinger wurde am 6. Mai 1886 in Fällanden geboren. Name und Beruf des Vaters sind unbekannt, die Mutter, Anna Zollinger, war Näherin. Nach ihrem frühen Tod erzog ihn der Dorfpfarrer. Von 1903 bis 1907 machte Otto Zollinger eine Zeichnerlehre im Zürcher Architekturbüro Chiodera und Tschudy. Im Alter von 24 Jahren eröffnete er sein eigenes Architekturbüro in Zürich, obwohl er keine eigentliche Ausbildung als Architekt absolviert hatte und sich zeitlebens als Autodidakt bezeichnete. In dieser Anfangszeit betätigte sich Zollinger nicht nur als Architekt, sondern auch als Innenarchitekt beziehungsweise Möbeldesigner und vereinzelt als Bühnenbildner für das Schauspielhaus Zürich und sogar als Choreograph für Feuerwerke an Seenachtsfesten der Stadt Zürich.

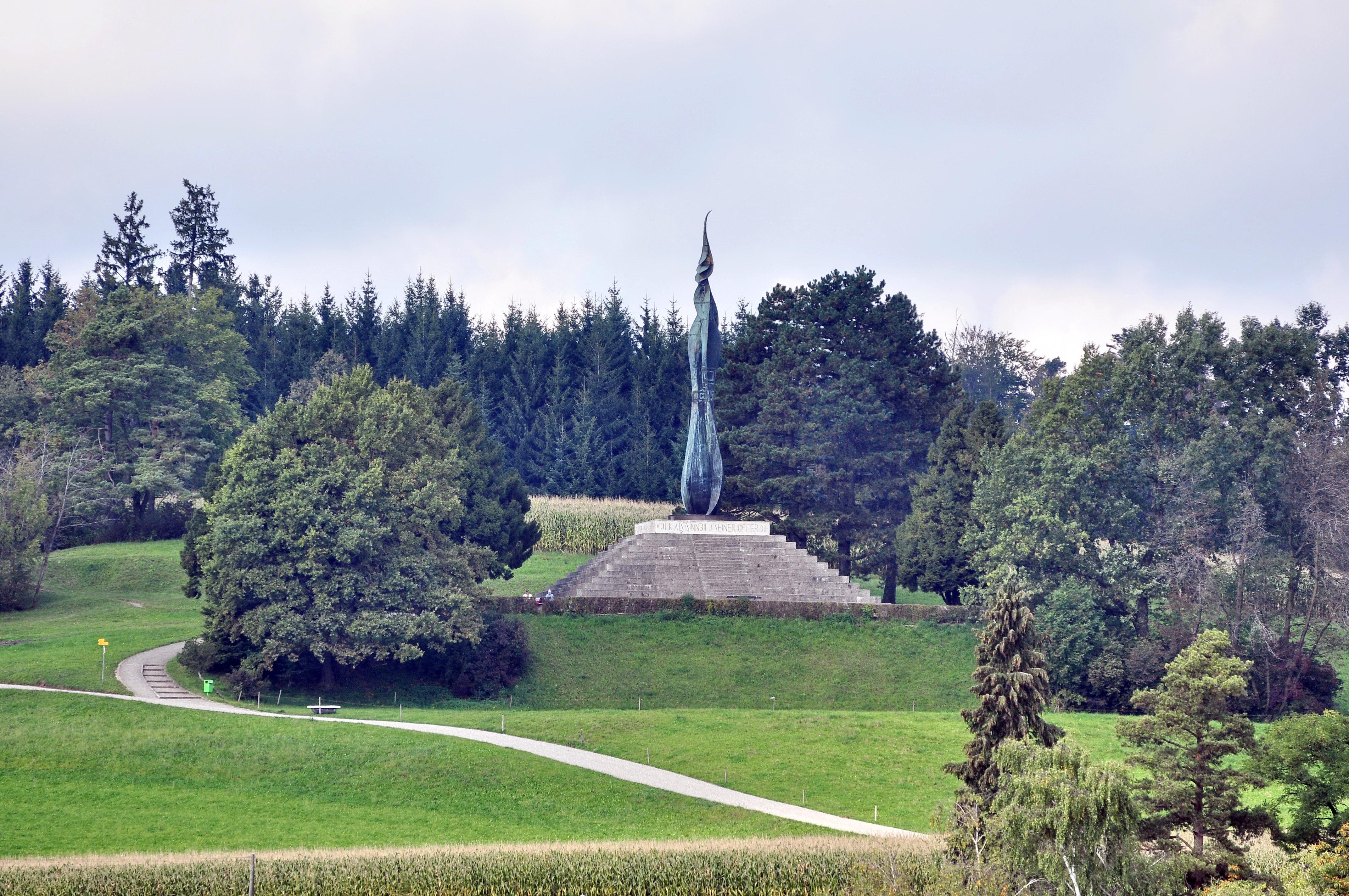
Wehrmännerdenkmalin Forch, 2010

Ab 1910 entwarf er eine beträchtliche Anzahl von zum Teil exklusiven Wohnbauten und Villen in Zürich, die durchwegs dem Geschmack seiner Zeit, dem Heimatstil und dem neuklassizistischen Stil, verpflichtet waren. Im deutschen Rheinland leitete er 1910 den Ausbau der mittelalterlichen Wasserburg Schloss Hülchrath. 1912 beteiligte sich Zollinger am Wettbewerb für ein Schweizer Nationaldenkmal in Schwyz. Die Gesamtgestaltung seines prämierten Beitrages wurde aber nicht für eine Realisierung ausgewählt. Erfolgreicher war er 1922 mit dem ersten Platz im Wettbewerb für das Wehrmännerdenkmal auf der Forch für die im Aktivdienst gestorbenen Wehrmänner des Kantons Zürich.

### Nach dem Ersten Weltkrieg
In den Jahren nach dem Ersten Weltkrieg stagnierte die schweizerische Volkswirtschaft, es mangelte an Bauaufträgen. Am Zeltweg in Zürich, wo sich sein Büro befand, verkaufte Zollinger auch Einrichtungsgegenstände von Künstlern und betrieb eine Kunstschule. Seit 1920 war er Mitglied im Schweizer Werkbund, einer Vereinigung von Architekten. Im selben Jahr renovierte er die Kirche seines Geburtsortes Fällanden.
Otto Zollinger selbst bezeichnete es als einen Zufall, dass seine Aufmerksamkeit in dieser Zeit auf das Saargebiet fiel, das nach dem Krieg auf 15 Jahre vom Deutschen Reich abgetrennt und durch den Völkerbund verwaltet wurde. 1924 eröffnete er ein Architekturbüro in Saarbrücken. An seinem neuen Wohnort Saarbrücken war er nicht minder erfolgreich. Er beschäftigte sich mit diversen Innenausbauten im Stil des Art déco – in erster Linie private Villen und dann auch Geschäftshäuser für Mode und Schuhe. Zollingers Architektur entwickelte nun hin zu einer gemässigten Moderne im Sinne des Neuen Bauens, mitunter näherten sich seine Entwürfe auch der radikalen Linie des Bauhauses an. Interessant aus dieser Zeit ist das Haus der Arbeiterwohlfahrt (erbaut 1930), welches das einzige Gebäude dieser Art in Saarbrücken blieb, bevor es im Krieg stark beschädigt und später verändert wieder instand gestellt wurde.
Eigentlich bezeichnet das Jahr 1929 einen Wendepunkt im Werk von Otto Zollinger. Der Einfluss der Moderne manifestiert sich nicht nur bei der Villa Streiff in Küsnacht, sondern auch beim Seebad in Vevey-Corseaux im gleichen Jahr und beim Kursaal Lido in Ascona 1930, welche er von Saarbrücken aus realisierte. Diese Gebäude bestehen noch heute, stehen teilweise unter Denkmalschutz. Weitere private Wohnhäuser im Stil Neues Bauen aus jener Zeit stehen heute noch in Ensdorf bei Saarbrücken und in Metz. Ein imposantes Hauptwerk war die 1933 ausgeführte Erweiterung der Walsheim-Brauerei nähe Saarbrücken. Sie galt damals als die modernste Brauerei der Region. Das dominante Kellerhochhaus und den markanten Malzturm ordnen einige Autoren dem Stil Bauhaus zu. Kurz vor dem Krieg erfolgte die Enteignung der Brauerei durch das Nazi-Regime. Ein französischer Beschuss im Krieg verursachte erhebliche Schäden, und später erfolgte dann der Abbruch.
Zu jener Zeit baute die Walsheim-Brauerei auch ein Netz an Schnellgaststätten auf, um den eigenen Bierausschank zu fördern. Sowohl für diese Brauerei als auch für andere Bauherren realisierte Zollinger in vielen solchen Gaststätten für die urbane Bevölkerung im Saarland und in Lothringen den Innenausbau in einem Art-déco-ähnlichen Stil. Diese Gaststätten wurden dann auch zum Grundstein für seine späteren Aufträge bei den Mövenpick-Restaurants in der Schweiz.
Innenraumgestaltungen und Möbelentwürfe wurden zu einem wichtigen Betätigungsfeld. In den von Zollinger zu jener Zeit entworfenen Häusern, welche die Formenspraches vom Stil Neues Bauen zeigten, gelang ihm nicht nur die Übereinstimmung von Raum und Inneneinrichtung, sondern auch die mit dem gesamten Bau: Innen und Aussen bildeten eine Einheit. Da alles aus jener Zeit nur mit Schwarzweiss-Fotos dokumentiert ist, muss man sich die grosse farbliche Vielfalt durch die Farbbeschreibungen Zollingers oder in den Fachzeitschriften vorstellen.
Während Zollingers Saarbrückner Zeit entwarf er viele leider nicht realisierte Grossprojekte für Hotels in Ascona, Cannes, Split und andernorts.

### Nach dem Zweiten Weltkrieg
Nach dem Krieg kehrte Zollinger 1945 zurück nach Zürich. Von 1948 bis 1958 war Mövenpick eine sehr wichtige Schaffensphase. Für Ueli Prager erfand er einerseits den Namen Mövenpick, und andererseits war er verantwortlich für die Architektur der Innenausbauten und Inneneinrichtungen in Zürich, Luzern und Bern, welche damals in der Schweiz neuartig, einzigartig und richtungsweisend waren. Auch hier ist ausser den Schwarzweiss-Fotos nichts erhalten.

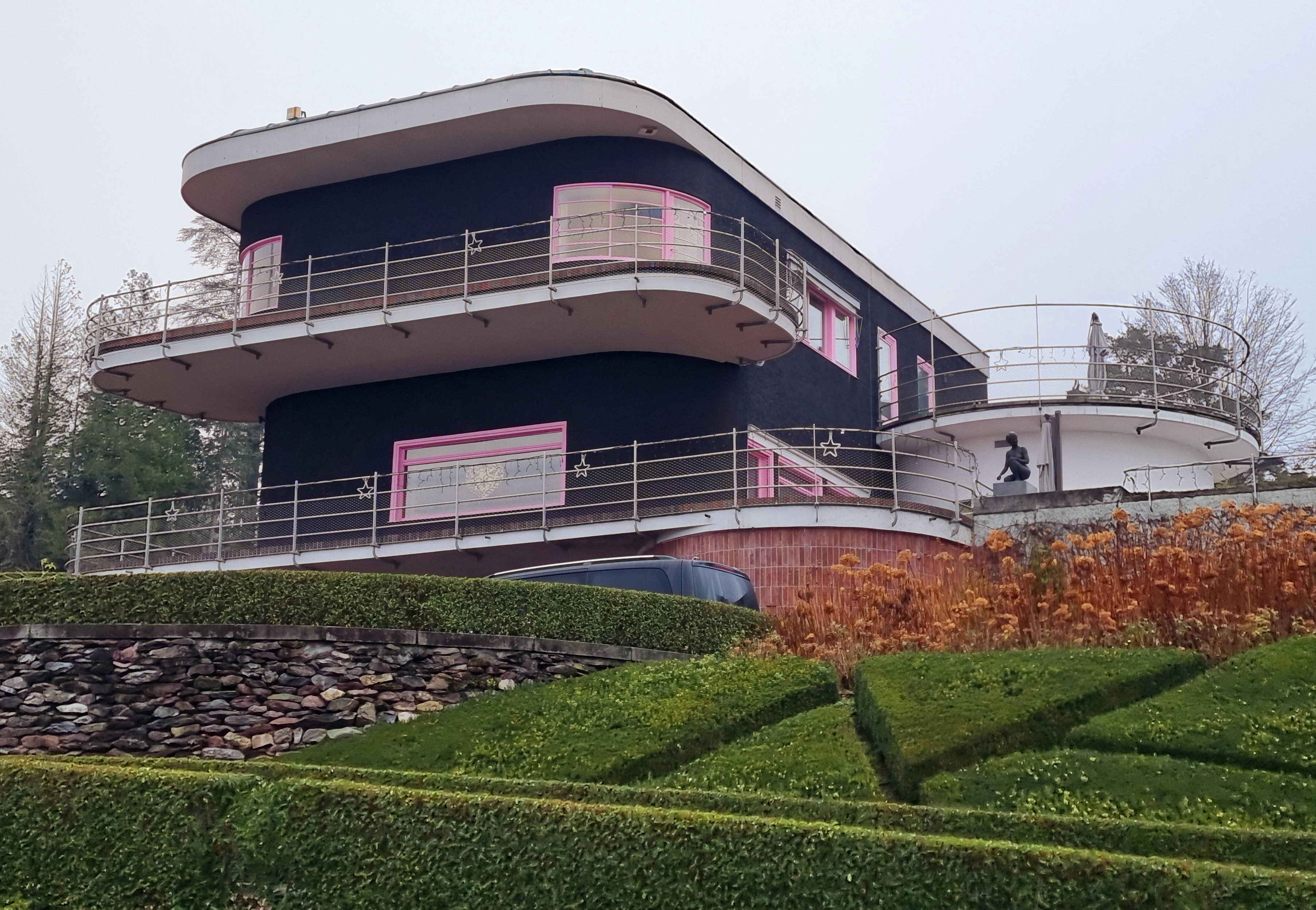
Villa Streiff in Küsnacht, 2023

Verstorben ist Otto Zollinger am 22. April 1970 in Adliswil, wo er ein selbstentworfenes Einfamilienhaus im Quartier Hündlistrasse bewohnte (heute neu überbaut). Die Gemeinde Adliswil wurde zu seinem Lebensmittelpunkt. Hier hatte er neben dem Schwimmbad 1948 (ursprüngliches Garderobenhaus mit gewächshausähnlicher Fensterfassade noch erhalten) und der Tal- und Bergstation der Felseneggbahn 1958 (heute renoviert) auch weitere diverse Aufträge erhalten für Privathäuser und auch Grossüberbauungen mit Mietwohnungen, Projekte für die Zentrumsgestaltung und für ein Hotel (beide nicht ausgeführt) sowie für die Kirchgemeinde 1956 mit der (damaligen) Abdankungshalle (heute Helen Dahm-Haus mit Fresken der Künstlerin).
Von Zollingers Schaffen in der Schweiz ist die Villa Streiff in Küsnacht durch die Vorgaben der Denkmalpflege im Äusseren vollständig und im Innern teilweise erhalten. Auch das Casino Kursaal Lido Ascona (heute Delta Beach Lounge) zeigt sich mit den Renovationen und Umbauten wunderschön, und der Kenner kann Otto Zollingers Handschrift erkennen.
Beim Seebad Vevey-Corseaux Plage sind das Haupthaus und der Sprungturm erhalten und unter Denkmalschutz. Das wertvollste erhaltene und geschützte Objekt im Ausland ist die Villa Schock in Metz, Frankreich. Besonders eindrucksvoll und zugänglich ist auch das Wehrmännerdenkmal auf der Forch, dessen Erhalt durch die Öffentlichkeit gesichert ist.

## Familie
Im Jahre 1908 heiratete Zollinger Anna Ida Dättwiler. Aus dieser Ehe stammten eine Tochter und ein Sohn, beide blieben kinderlos. 1919 heiratete er in zweiter Ehe Freda Streiff. Aus dieser Ehe stammt die Tochter Elian. Freda Zollinger-Streiff realisierte für Otto Zollinger viele Wandgemälde in Innenausbauten, insbesondere in der Gastronomie in Saarbrücken sowie in den ersten Mövenpick-Restaurants. 1943 heiratete er in dritter Ehe Helene Golnhofer, die Ehe blieb kinderlos. Der Enkel Thommi Maurer (geb. 1953, Enkel von Zollingers zweiter Ehefrau, der Malerin Freda Zollinger-Streiff) befasst sich mit seinem Lebenswerk und hat dafür eine Website erstellt.

## Bauten (Auswahl)
- 1909: Schloss Hülchrath, Düsseldorf – Ruinenausbau
- 1912–1915: Diverse neuklassizistische Villen in Zürich – Um- und Neubauten
- 1920: Kirche Fällanden – Umbau
- 1921: Wehrmännerdenkmal, Forch
- 1924: Haus Herz, Saarbrücken – Innenausbau
- 1925: Emil Kahn, Konfektion & Schuhwaren, Saarbrücken – Innenausbau
- 1926: Tanzdiele Monopol, Saarbrücken – Innenausbau
- 1927: Haus Hannig, Ensdorf – inkl. Innenausbau
- 1928: Restaurant Rheinischer Hof, Saarbrücken – Innenausbau. 
Walsheim-Brauerei, Walsheim
- 1929: Villa Streiff, Küsnacht – inkl. Innenausbau. 
Strandbad Vevey-Corseaux – inkl. Innenausbau
- 1930: Casino Kursaal Lido, Ascona – inkl. Innenausbau. 
Haus Arbeiterwohlfahrt, Saarbrücken – inkl. Innenausbau. 
Geschäftshäuser Bata und Spier, Saarbrücken – inkl. Innenausbau
- 1933: Haus Gärtner Riggenbach, Höngg – inkl. Innenausbau. 
Diverse Restaurants für die Walsheim-Brauerei in Saarbrücken, Metz, Thionville, Turin, Genua – inkl. Innenausbau
- 1934: Villa Schock, Metz – inkl. Innenausbau
- 1937: Doppelhaus Schug und Presser, Spicheren – inkl. Innenausbau. 
Geschäftshaus Overbeck, Saarbrücken – inkl. Innenausbau
- 1948: Mövenpick Claridenhof, Zürich – Innenausbau. 
Schwimmbad Adliswil – inkl. Innenausbau
- 1952: Mövenpick Luzern – Innenausbau
- 1953: Mövenpick Bern – Innenausbau. 
Haus Freda Zollinger-Streiff, Küsnacht – inkl. Innenausbau
- 1956: Hotel Kibitz, Herisau – inkl. Innenausbau. 
Leichenhaus Adliswil – inkl. Innenausbau, heute Helen Dahm-Haus
- 1958: Seilbahnstation Adliswil-Felsenegg
- 1959: Haus Deslarzes, Adliswil
- 1961: Wohnüberbauung Rütiwiese, Adliswil
- 1969: Wohnüberbauung Buttenau, Adliswil

## Schriften
- Das Bauwerk in der Landschaft. Arbeiten von Architekt Otto Zollinger – Saarbrücken. In: Innen-Dekoration, Jg. 43, 1932, S. 86–95 (Digitalisat).
- Lebenskeime der Architektur. Weinbrenner, Stuttgart 1943.
- Mövenpick – ein Restaurantbegriff. Eigenverlag Otto Zollinger. Ca. 1953